# Douglas (Nebraska)
Douglas es una villa ubicada en el condado de Otoe en el estado estadounidense de Nebraska. En el Censo de 2010 tenía una población de 173 habitantes y una densidad poblacional de 306,4 personas por km².

## Geografía
Douglas se encuentra ubicada en las coordenadas 40°35′36″N 96°23′18″O / 40.59333, -96.38833. Según la Oficina del Censo de los Estados Unidos, Douglas tiene una superficie total de 0.56 km², de la cual 0.56 km² corresponden a tierra firme y (0%) 0 km² es agua.

## Demografía
Según el censo de 2010, había 173 personas residiendo en Douglas. La densidad de población era de 306,4 hab./km². De los 173 habitantes, Douglas estaba compuesto por el 98.27% blancos, el 1.16% eran afroamericanos, el 0% eran amerindios, el 0% eran asiáticos, el 0% eran isleños del Pacífico, el 0% eran de otras razas y el 0.58% pertenecían a dos o más razas. Del total de la población el 0.58% eran hispanos o latinos de cualquier raza.